# 남방
남방(南方)이란 셔츠와 모양이 비슷한 옷으로, 남방 와이셔츠라고도 한다. 단추를 이용하여 옷을 입는 방법이 대부분이며, 시원한 느낌을 주어 여름에 즐겨 입는다. 남방은 동남아 지역을 가리키며 그곳은 날씨가 덥기 때문에 옷 모양을 소매가 짧고 통풍이 잘 되도록 헐렁하게 만들어 입는다. 날씨가 더운 남방 지방에 사는 사람들이 주로 입는 모양의 옷이라는 뜻으로 만든 말이다.(출처: 박일환(1994), "우리말 유래 사전", 우리교육.)
남방셔츠의 유래는?
남방셔츠는 유명 명품회사 "랑방" 드레스셔츠가 디자인과 색감 등으로 유행하여 서양 문물을 먼저 받아온 일본에서 발음이 랑방셔츠가 되지 않아 난방셔츠로 불렀으며, 한국으로 넘어와 난방을 남방으로 불려짐. 랑방셔츠 스타일이 젊은이 들에게 세계적으로 유행했으며 한국도 70 80년대 유행하며 드레스 셔츠를 남방셔츠 또는 화이트셔츠라고 부르죠.
누구의 설은, 동남아가 남방이라 남방인이 입는 옷에서 유래라고 하는데. 남방의 의류는 옷깃이 없으며 차이나식 비슷하며 우리 의류도 옷깃인 카라도 없는 의류로써 겉옷 속에 입는 옷이 아님. 한자와 영문을 함께 부르는 "남방셔츠"는 없으며 드레스 셔츠의 본고장에서 또는 신사분들은 셔츠를 긴팔만 입는게 예의이나 아시아 동남아에서만 여름에 반팔셔츠를 입습니다. 남방셔츠는 "랑방" 드레스셔츠에서 유래됨. 바바리가 버버리에서 난닝구가 런닝셔츠 등 일본에서 건너 오면서 일본의 발음 비슷하게 불러진 고유명사임.